# Himmat Rai
Himmat Rai (18 mei 1987) is een golfprofessional uit India. Hij speelt sinds 2010 op de Aziatische PGA Tour.
Als amateur won Rai drie grote toernooien in 2005 en 2006.

## Professional
Rai werd in 2007 professional. In 2011 won hij de Singapore Classic, die in een play-off eindigde met vijf speler, die allemaal met een score van -9 waren geëindigd. Guido van der Valk, Tjaart Van der Walt, Adilson Da Silva vielen na twee holes af, waarna Elmer Salvador en Himmat door moesten tot de zesde hole, waar eindelijk de beslissing viel. Himmat won met een birdie.

### Gewonnen

#### Aziatische Tour
- 2011: ISPS Handa Singapore Classic

#### PGTI
- 2009: Players Championship